# Nymyrtjärnen (Stuguns socken, Jämtland)
Nymyrtjärnen är en sjö i Ragunda kommun i Jämtland och ingår i Indalsälvens huvudavrinningsområde.